# Toxische Dosis
Die toxische Dosis bezeichnet in der Pharmakologie und Toxikologie eine Dosis, die in Lebewesen eine oder mehrere toxische Wirkungen hervorruft. Die toxische Dosis ist analog zur letalen Dosis, zur Strahlendosis und zur Infektionsdosis definiert.

## Eigenschaften
Die toxische Dosis liegt im Allgemeinen unter der letalen Dosis und über der NOAEL. Bei Medikamenten muss für eine Arzneimittelzulassung die für eine Behandlung effektive Dosis unter der toxischen Dosis liegen, was durch die therapeutische Breite beschrieben wird. Da die Toxizität eines Stoffes vielen verschiedenen Einflüssen, wie z. B. der allgemeine Gesundheitszustand der Zellkultur, des Versuchstiers oder des Probanden unterliegt, zeigt sich oftmals eine sigmoidale Dosis-Toxizitäts-Kurve. Daher wird die minimale toxische Dosis im Zuge der statistischen Auswertung meistens mit dem Index 50 als TD50 angegeben, also die toxische Dosis, bei der 50 % der Zellkulturen, Versuchstiere oder Probanden toxische Effekte aufweisen. Unterhalb der TD50 liegt die geringste bekannte toxische Dosis.